# Shijūshima
Shijūshima (japanisch 四十島) oder Tānātō (japanisch ターナー島) ist eine sehr kleine, unbewohnte Insel in der japanischen Seto-Inlandsee, die innerhalb des Verwaltungsgebiets von Matsuyama in einer Meerenge zwischen Shikoku und Gogoshima (興居島) liegt. Sie gehört zur Gruppe der Bōyo-Inseln (防予諸島). Ihre Fläche beträgt 119,9 m², der Umfang etwa 135 m und die maximale Höhe 18 m. Die gesamte Insel besteht aus stark verwitterten Felsen aus Granodiorit, auf denen an der größeren Nordseite Japanische Schwarzkiefern wachsen. In der Meerenge um die Insel herrschen starke Gezeitenströmungen und Taifune sind keine Seltenheit, sodass sich die Insel durch Erosion allmählich verkleinert.
In Sōseki Natsumes 1906 erschienenem Roman Der Tor aus Tokio gehen die Figuren „Rothemd“ und „Wilder Rettich“ mit der Hauptfigur Botchan fischen. Inspiriert durch den britischen Landschaftsmaler William Turner besuchen sie die im Roman Aoshima (青嶋) genannte Insel mit ihren Kiefern. Über die Form diskutierend, beschließen sie sie Tānātō („Turner-Insel“) zu taufen. Aufgrund der Bekanntheit des Romans ist die Insel daher heute auch unter diesem Namen bekannt.
In den 1970er Jahren breiteten sich Kiefernholznematoden aus und alle auf der Insel wachsenden Kiefern starben. Stand 2021 sind mehr als 20 neue Kiefern gewachsen. Seit dem 6. Februar 2007 ist Shijūshima national als Landschaftlich Schöner Ort registriert.